# Handebol nos Jogos Olímpicos de Verão de 2020
Os torneios de handebol (português brasileiro) ou andebol (português europeu) nos Jogos Olímpicos de Verão de 2020 foram disputados entre 24 de julho e 8 de agosto de 2021 no Ginásio Nacional Yoyogi, em Tóquio.
Foi originalmente programado para ser realizado em 2020, mas em 24 de março de 2020, as Olimpíadas foram adiadas para 2021 devido à pandemia de COVID-19, o que fez com que não houvesse espectadores nas partidas. O formato foi o mesmo desde 2000 para os homens e 2008 para as mulheres: 12 equipes em dois grupos seguido de eliminatórias para os oito melhores começando nas quartas de final e terminando com final e disputa pelo bronze.

## Qualificação
Cada Comitê Olímpico Nacional (CON) poderia inscrever uma equipe no masculino e uma no feminino, com base no Campeonato Mundial de 2019, campeonatos continentais e torneios pré-olímpicos previamente definidos pelas federações de handebol. Estavam em disputa 12 vagas em cada torneio, no total de 24 equipes.
Como país-sede, o Japão teve garantida a vaga para ambos os torneios, e caso viesse a se classificar para uma vaga em um dos torneios qualificatórios, a vaga seria repassada ao próximo classificado no próprio torneio.
Masculino
| Método                        | Data                            | Local                      | Vagas | Classificado      |
| ----------------------------- | ------------------------------- | -------------------------- | ----- | ----------------- |
| País-sede                     | —                               | —                          | 1     | Japão             |
| Campeonato Mundial de 2019    | 10–27 de janeiro de 2019        | Alemanha · Dinamarca       | 1     | Dinamarca         |
| Jogos Pan-Americanos de 2019  | 31 de julho–5 de agosto de 2019 | Peru                       | 1     | Argentina         |
| Pré-Olímpico Asiático de 2019 | 17–26 de outubro de 2019        | Catar                      | 1     | Bahrein           |
| Campeonato Europeu de 2020    | 10–26 de janeiro de 2020        | Áustria · Noruega · Suécia | 1     | Espanha           |
| Campeonato Africano de 2020   | 16–26 de janeiro de 2020        | Tunísia                    | 1     | Egito             |
| Pré-Olímpico Mundial de 2020  | 12–14 de março de 2021          | Montenegro                 | 2     | Noruega · Brasil  |
| Pré-Olímpico Mundial de 2020  | 12–14 de março de 2021          | França                     | 2     | França · Portugal |
| Pré-Olímpico Mundial de 2020  | 12–14 de março de 2021          | Alemanha                   | 2     | Suécia · Alemanha |
| Total                         |                                 |                            | 12    |                   |

Feminino
| Método                        | Data                                  | Local      | Vagas | Classificado         |
| ----------------------------- | ------------------------------------- | ---------- | ----- | -------------------- |
| País-sede                     | —                                     | —          | 1     | Japão                |
| Campeonato Europeu de 2018    | 29 de novembro–16 de dezembro de 2018 | França     | 1     | França               |
| Jogos Pan-Americanos de 2019  | 24–30 de julho de 2019                | Peru       | 1     | Brasil               |
| Pré-Olímpico Asiático de 2019 | 23–29 de setembro de 2019             | China      | 1     | Coreia do Sul        |
| Pré-Olímpico Africano de 2019 | 26–29 de setembro de 2019             | Senegal    | 1     | Angola               |
| Campeonato Mundial de 2019    | 29 de novembro–15 de dezembro de 2019 | Japão      | 1     | Países Baixos        |
| Pré-Olímpico Mundial de 2020  | 19–21 de março de 2021                | Espanha    | 2     | Espanha · Suécia     |
| Pré-Olímpico Mundial de 2020  | 19–21 de março de 2021                | Hungria    | 2     | Rússia · Hungria     |
| Pré-Olímpico Mundial de 2020  | 19–21 de março de 2021                | Montenegro | 2     | Montenegro · Noruega |
| Total                         |                                       |            | 12    |                      |

- Notas:

1. ↑  A Rússia não pode competir usando seu nome e bandeira devido a uma sanção imposta pelo Comitê Olímpico Internacional por violações de doping.[6]

## Calendário
Os torneios de handebol foram realizados ao longo de 16 dias, com as disputas de medalhas no masculino em 7 de agosto e as decisões femininas no dia seguinte.
| G | Fase de grupos | QF | Quartas de final | SF | Semifinais | B | Disputa pelo bronze | F | Final |

| DataEvento | Sáb 24 jul | Dom 25 jul | Seg 26 jul | Ter 27 jul | Qua 28 jul | Qui 29 jul | Sex 30 jul | Sáb 31 jul | Dom 1 ago | Seg 2 ago | Ter 3 ago | Qua 4 ago | Qui 5 ago | Sex 6 ago | Sáb 7 ago | Sáb 7 ago | Dom 8 ago | Dom 8 ago |
| ---------- | ---------- | ---------- | ---------- | ---------- | ---------- | ---------- | ---------- | ---------- | --------- | --------- | --------- | --------- | --------- | --------- | --------- | --------- | --------- | --------- |
| Masculino  | G          |            | G          |            | G          |            | G          |            | G         |           | QF        |           | SF        |           | B         | F         |           |           |
| Feminino   |            | G          |            | G          |            | G          |            | G          |           | G         |           | QF        |           | SF        |           |           | B         | F         |

## Nações participantes
Ao todo, 18 CONs tiveram ao menos uma de suas seleções qualificados em um dos torneios. Entre parênteses encontra-se representada a quantidade de atletas.
- ARG Argentina (28)
- ANG Angola (14)
- BRA Brasil (28)
- BHR Bahrein (14)
- DEN Dinamarca (14)
- ESP Espanha (28)
- EGY Egito (14)
- FRA França (14)
- GER Alemanha (14)
- JPN Japão (28)
- HUN Hungria (28)
- KOR Coreia do Sul (14)
- MON Mônaco (14)
- NOR Noruega (28)
- NLD Países Baixos (14)
- POR Portugal (14)
- ROC ROC (14)
- SWE Suécia (14)

## Medalhistas
| Evento             | Ouro | Prata | Bronze |
| ------------------ | --- | --- | --- |
| Masculino detalhes | Luc Abalo Hugo Descat Ludovic Fabregas Yann Genty Vincent Gérard Michaël Guigou Luka Karabatic Nikola Karabatić Romain Lagarde Kentin Mahé Dika Mem Timothey N'Guessan Valentin Porte Nedim Remili Melvyn Richardson Nicolas Tournat FRA França                                                | Lasse Andersson Mathias Gidsel Jóhan Hansen Mikkel Hansen Jacob Holm Emil Jakobsen Niklas Landin Jacobsen Magnus Landin Jacobsen Mads Mensah Larsen Kevin Møller Henrik Møllgaard Morten Olsen Magnus Saugstrup Lasse Svan Henrik Toft Hansen DEN Dinamarca           | Julen Aguinagalde Rodrigo Corrales Alex Dujshebaev Raúl Entrerríos Ángel Fernández Adrià Figueras Antonio García Robledo Aleix Gómez Gedeón Guardiola Eduardo Gurbindo Jorge Maqueda Viran Morros Gonzalo Pérez de Vargas Miguel Sánchez-Migallón Daniel Sarmiento Ferran Solé ESP Espanha |
| Feminino detalhes  | Méline Nocandy Blandine Dancette Pauline Coatanea Chloé Valentini Allison Pineau Coralie Lassource Grâce Zaadi Deuna Amandine Leynaud Kalidiatou Niakaté Cléopatre Darleux Océane Sercien-Ugolin Laura Flippes Béatrice Edwige Pauletta Foppa Estelle Nze Minko Alexandra Lacrabère FRA França | Anna Sedoykina Polina Kuznetsova Polina Gorshkova Daria Dmitrieva Anna Sen Anna Vyakhireva Polina Vedekhina Vladlena Bobrovnikova Kseniya Makeyeva Elena Mikhaylichenko Olga Fomina Ekaterina Ilina Yulia Managarova Antonina Skorobogatchenko Victoriya Kalinina ROC | Henny Reistad Veronica Kristiansen Marit Malm Frafjord Stine Skogrand Nora Mørk Stine Bredal Oftedal Silje Solberg Kari Brattset Dale Katrine Lunde Marit Røsberg Jacobsen Camilla Herrem Sanna Solberg-Isaksen Kristine Breistøl Marta Tomac Vilde Johansen NOR Noruega                   |

## Quadro de medalhas
| Ordem | País          | Medalha de ouro | Medalha de prata | Medalha de bronze |   | Ordem por total |
| ----- | ------------- | --------------- | ---------------- | ----------------- | - | --------------- |
| 1     | FRA França    | 2               |                  |                   | 2 | 1               |
| 2     | DEN Dinamarca |                 | 1                |                   | 1 | 2               |
|       | ROC           |                 | 1                |                   | 1 | 2               |
| 4     | ESP Espanha   |                 |                  | 1                 | 1 | 2               |
|       | NOR Noruega   |                 |                  | 1                 | 1 | 2               |
| TOTAL | TOTAL         | 2               | 2                | 2                 | 6 | —               |